# Daniel Govan
Pour les articles homonymes, voir Govan.
Daniel Chevilette Govan (4 juillet 1829 – 12 mars 1911) était un prospecteur, pionnier et soldat américain. Il fut général confédéré pendant la guerre de Sécession. Il participa à la ruée vers l'or en Californie avec son cousin Benjamin McCulloch qui devint lui aussi un général confédéré.